# Cotoneaster submultiflorus
Cotoneaster submultiflorus är en rosväxtart som beskrevs av Mikhail Grigoríevič Popov. Cotoneaster submultiflorus ingår i släktet oxbär, och familjen rosväxter. Inga underarter finns listade i Catalogue of Life.